# Bohuslav Němčanský
D. Bohuslav Němčanský, O.Praem. (16. listopadu 1909, Hostěrádky-Rešov – 26. srpna 1976, Újezd u Brna) byl český (resp. moravský) římskokatolický duchovní, novoříšský premonstrát, perzekvovaný v době komunistického režimu.

## Životopis
V roce 1928 maturoval na reálném gymnáziu v Brně na Antonínské ulici. V říjnu téhož roku vstoupil do novoříšské premonstrátské kanonie. Rok strávil v noviciátu začal v Brně studovat teologii, první lednový den roku 1933 složil slavné řeholní sliby v klášteře Nová Ríše. Kněžské svěcení dne 5. července 1934 biskupem Josefem Kupkou vysvěcen na kněze, svou primici sloužil v kostele svatého Mikuláše v Šaraticích. Po svěcení působil v novoříšském klášteře jako pomocník novicmistra, knihovník, archivář a také jako katecheta ve zdejší škole. Po dostavbě a vysvěcení nového kostela v Brně-Židenicích zde byl od 4. listopadu 1935 ustanoven jako duchovní správce.V období jeho působení v Židenicích se pořizovalo vybavení a výzdoba kostela. Z finančních prostředků novoříšské kanonie se v letech 1939–1940 postavil a vybavil řeholní dům Norbertinum na Nopově ulici v sousedství kostela jako sídlo duchovní správy a studijní domov řeholních bohoslovců. Pater Němčanský byl jmenován rektorem tohoto domu. Po zatčení novoříšských
řeholníků v květnu 1942 byl Bohumil Němčanský 8. září téhož roku ustanoven zástupcem nepřítomného opata pro novoříšský konvent, žil však nadále v Brně.
V době nacistické okupace se zapojil do činnosti odbojové organizace Obrana národa (skupina Brno-východ, úsek Židenice). Během bomabrdování Židenic v letech 1944 a v závěru druhé světové války při přechodu fronty pomáhal raněným. Po skočení druhé světové války jako administrátor spolupracoval s Kostelní jednotou na odstranění škod na židenickém kostele a farní budově.
Dne 2. dubna 1952 byl zajištěn Státní bezpečností a bylo proti němu zahájeno stíhání pro trestný čin podvracení republiky, za což byl 1. listopadu téhož roku v rámci procesu Bárta a spol. odsouzen k 22 letům trestu. Podle odůvodnění rozsudku se měl ztotožnit s názory vysoké církevní hierarchie, která začala po únoru 1948 z příkazu Vatikánu intenzivně pracovat proti lidově demokratickému zřízení, kopírovat ilegální tiskoviny (především pastýřské listy), rozšiřovat je mezi své farníky a vylepovat je do vývěsních skříní. Také měl poslouchat štvavý zahraniční rozhlas. 
Propuštěn byl až 9. května 1960 na amnestii. Odešel ke své sestře, která žila v Újezdě u Brna. Zde zůstal jako kněz mimo službu a pracoval jako dělník výrobního družstva invalidů „Obzor“ v Brně. Usnesením okresního soudu Brno-venkov byl P. Němčanský v říjnu 1968 v plném rozsahu rehabilitován.  Zaslal proto toto usnesení na brněnské biskupství s prosbou, aby mohl jako kněz vypomáhat v duchovní správě. Počátkem roku 1974 dostal povolení k výpomoci v pastoraci pro Újezd. Mohl tak až do své smrti opět veřejně sloužit mši svatou.